# ホームエキスポ
ホームエキスポ（英文名称:Home EXPO Co.,LTD.）は、かつて愛知県で展開されていたホームセンターである。末期はカーマ（のちのDCMカーマ→DCM）が営業していたものの、2015年（平成27年）3月をもって店舗ブランドが消滅した。

## 特色
起源はサカキヤが開業したホームセンターであり、同社が家電量販店を主事業とする企業・栄電社（のちのエイデン）と経営統合。その後エイデンが経営統合によりエディオンとなったため、エディオンが運営するホームセンター事業となっていた。
しかし、寡占化が進むホームセンター業界における今後の事業の発展性を考慮したエディオンと、商圏の重なるエリアでの積極出店やドミナントエリアの再構築を進めていたカーマが合意したことにより、2014年（平成26年）10月1日、エディオンからの会社分割の上でカーマに譲渡されることになった。譲渡前の時点では、愛知県内にホームセンターのホームエキスポ6店舗と、ペットショップのペットエキスポ2店舗展開していた。
親会社がカーマに移った後も、しばらくはホームエキスポの店名は維持されたが、2015年（平成27年）3月1日にカーマがDCMカーマへと社名変更されたことに合わせ、店名も「DCMカーマ」（現・DCM）に変更された。但し、ペットエキスポについてはそのまま使われているほか、カーマが従前から営業していたペットショップの店舗ブランド「ペットランド」「ペットコート」「ペットコミュニティプラザ」についても一部が「ペットエキスポ」に改称されている。このほか、「DCMカーマ」の店名が「DCM」に統合された後の2024年6月6日には、旧DCMカーマ店舗ではないDCM大井競馬場前店（旧DCMホーマック店舗）にも「ペットエキスポ」が開設されている。

## 沿革
- 1961年（昭和36年）2月 - 荒物雑貨を扱うサカキ屋を創業[9]。当時は安城市小堤町で営業。
- 1973年（昭和48年）1月 - 「株式会社サカキヤ」を設立[9]。
  - その後、店舗名をサカキヤホームセンターとしてホームセンター業に本格参入。
- 1995年（平成7年）3月 - 株式会社栄電社と合併し、社名を株式会社エイデンサカキヤに変更[9]。
- 1996年（平成8年）4月 - 愛知県豊田市にホームエキスポ豊田が開店[9]。
- 1998年（平成10年）7月1日 - 社名を株式会社エイデンに変更。
- 2001年（平成13年）
  - 1月30日 - 株式会社ホームエキスポを設立[9]。
  - 4月 - 株式会社ホームエキスポが、株式会社エイデンからホームセンター事業を譲受。
- 2007年（平成19年）2月27日 - 本社を愛知県安城市から名古屋市港区へ移転。
- 2009年（平成21年）
  - 4月1日 - 親会社である株式会社エイデンに吸収合併されホームセンター事業部となった。
  - 10月1日 - 株式会社エイデンが株式会社エディオンEASTに改称。
- 2010年（平成22年）
  - 7月16日 - ホームエキスポ高浜をペット&グリーンエキスポに業態変更（2013年（平成25年）5月6日に閉店）。
  - 10月1日 - 株式会社エディオンEASTが株式会社エディオンに吸収合併され、ホームエキスポはエディオンのホームセンター事業部の運営となる。
- 2014年（平成26年）
  - 7月30日 - 株式会社エディオンが株式会社カーマへホームセンター事業部を譲渡することを発表[1][2]。
  - 10月1日 - 株式会社エディオンがホームセンター事業を同日設立される株式会社ホームエキスポ（2代目）に分割移譲。また、同日に株式会社ホームエキスポの株を株式会社カーマが100%取得し、完全子会社化。
- 2015年（平成27年）3月1日 - 株式会社ホームエキスポを株式会社カーマ（同日にDCMカーマへ商号変更）が吸収合併。店舗ブランドとしてのホームエキスポも消滅。

## 店舗

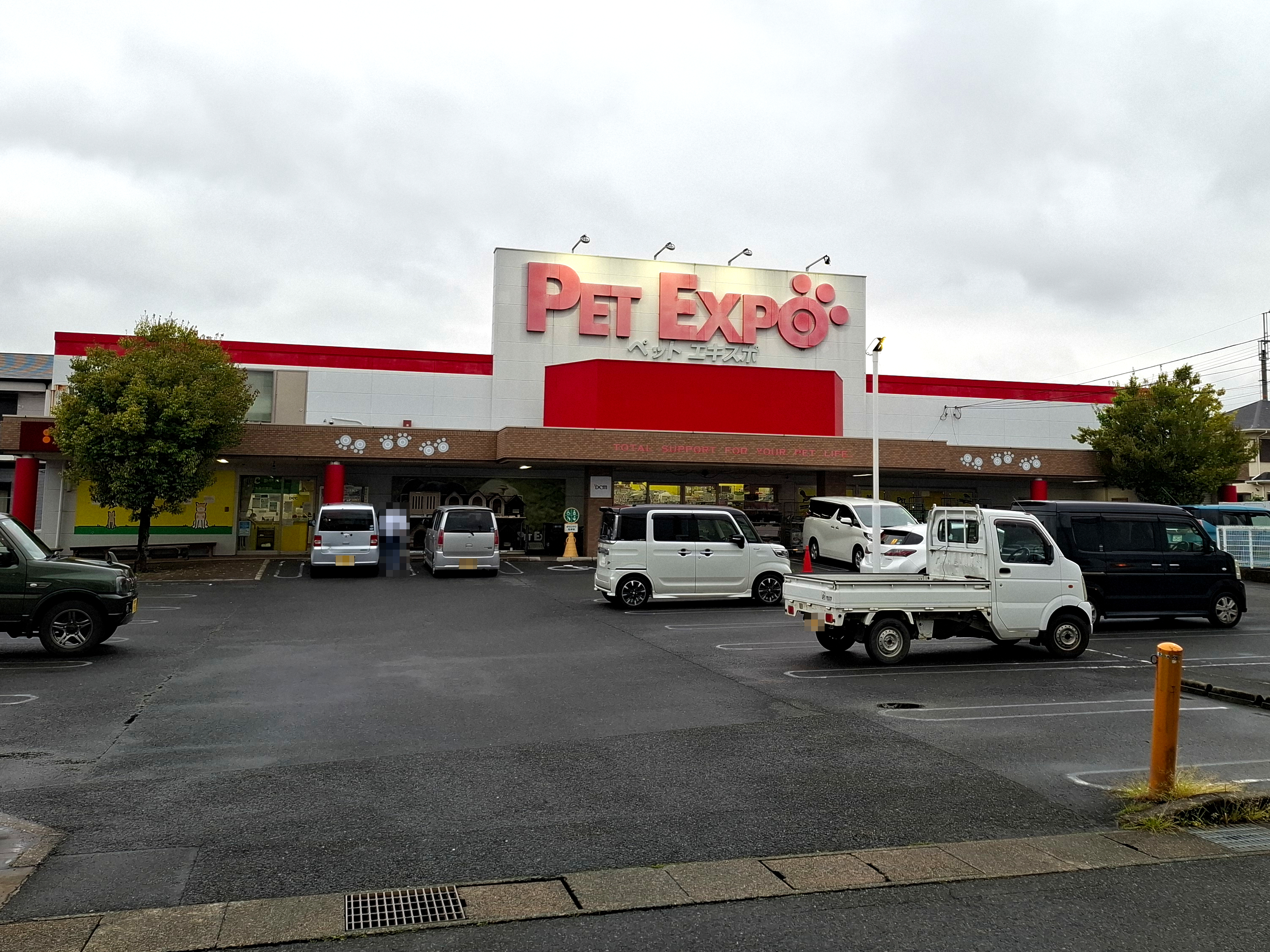
ペットエキスポ豊田店（2025年5月）。「ペットエキスポ」の店名はDCMカーマ→DCM(株)への合併後も引き続き利用されている。

### カーマの子会社化時点で営業していた店舗
ホームエキスポ（カーマ公式サイト、2014年10月14日現在）も参照。
- ホームエキスポ（旧店名 - 2015年3月以降の新店名・以下同）
  - 豊田店 - DCMカーマ21豊田店
  - 岩倉店 - DCMカーマ21岩倉店
  - 安城店 - DCMカーマ安城赤松店
  - 豊橋店 - DCMカーマ豊橋佐藤店
  - 西尾店 - DCMカーマ西尾店
  - 碧南店 - DCMカーマ碧南中央店
- ペットエキスポ（店舗名変更なし）
  - 豊田店
  - 西尾店

### カーマの子会社化以前に閉店した店舗
- ホームエキスポ多治見店 - 2005年2月28日閉店[10]。
- ペット＆グリーンエキスポ高浜店 - 2013年5月6日閉店[11]（当時の運営会社はエディオン）。家電店に業態転換し、2013年6月28日に「エディオン高浜店」として開業[12]。